# Брендан Бієн
Бре́ндан Бі́єн (англ. Brendan Behan, ірл. Breandán Ó Beacháin; 9 лютого 1923, Дублін, Ірландія — 20 березня 1964, там само) — ірландський письменник.
Писав ірландською та англійською мовами. Учасник національно-визвольного руху ірландського народу 30-х рр. За причетність до ІРА зазнав репресій з боку ірландського та англійського урядів.
У п'єсах «Смертник» (1956), «Заложник» (1958), автобіографічних романах «У виправній колонії» (1958) і «Сповідь ірландського бунтівника» (видано 1965) змалював соціальне дно сучасного міста, засудив тероризм націоналістичних фанатиків.
Автор збірки нарисів «Острів Брендана Бієна» (1962), детективного роману «Втікач» (1964). Писав вірші (надруковані в ірландській пресі 30-40 рр.).

## Цікаві факти
Брендан був алкоголіком, відомим своєю звичкою пити на публіці, навіть під час телепрограм.